# Philippe-Louis de Neubourg
Philippe-Louis de Neubourg, né le 2 octobre 1547 et mort le 22 août 1614, est comte palatin de Neubourg de 1569 à 1614.

## Biographie
Philippe-Louis nait à Deux-Ponts en 1547. Il est le fils ainé de Wolfgang de Bavière, duc de Deux-Ponts, et de Anne de Hesse. Après le décès de son père en 1569, son domaine est partagé entre Philippe Louis et ses quatre frères ; l'aîné reçoit le duché de Neubourg. Il épouse en 1574 Anne (1552-1632), la fille du duc de Juliers-Clèves-Berg Guillaume IV le Riche et se sert de ce mariage comme base de sa revendication de l'héritage du duché face à l'électeur de Brandebourg après la mort sans héritier du fils unique de Guillaume IV, Jean-Guillaume de Clèves. Le différend entraîne la guerre de Succession de Juliers, mais l'assassinat d'Henri IV évite l'escalade. En 1613, le fils aîné de Philippe Louis se convertit au catholicisme et obtient alors l'appui de l'Espagne et de la ligue catholique tandis que l'électeur de Brandebourg reçoit le soutien des Provinces-Unies. La conversion de son fils et héritier est mal vécue par le fidèle luthérien. Par le traité de Xanten de 1614, les duchés de Juliers-Clèves-Berg sont partagées : Philippe Louis reçoit le duché de Juliers et celui de Berg.
Il meurt à Neubourg-sur-le-Danube en 1614 et est enterré à Lauingen.

## Mariage et descendance
Philippe-Louis épouse Anne de Clèves (1er mars 1552 – 6 octobre 1632), la fille du duc de Juliers-Clèves-Berg Guillaume V le Riche, le 27 septembre 1574. De ce mariage sont issus :
1. Anne-Marie de Palatinat-Neubourg (18 août 1575 – 11 février 1643), qui épouse le 9 septembre 1591 Frédéric-Guillaume Ier de Saxe-Weimar.
2. Dorothée Sabine (13 octobre 1576 – 12 décembre 1598)
3. Wolfgang Guillaume de Wittelsbach
4. Otto Henri (28 octobre 1580 – 2 mars 1581)
5. Auguste de Palatinat-Soulzbach
6. Amalie Hedwige (24 décembre 1584 – 15 août 1607)
7. Jean-Frédéric de Palatinat-Soulzbach-Hilpoltstein (23 août 1587 – 19 octobre 1644)
8. Sophie Barbara (3 avril 1590 – 21 décembre 1591)